# Reporter (SRF)
Reporter ist eine Fernsehsendung von Schweizer Radio und Fernsehen. Sie beschäftigt sich mit aussergewöhnlichen Situationen und handelt von gesellschaftlichen Trends und politischen Entwicklungen in der Schweiz und auf der ganzen Welt. Die Themen sind weit gefächert. Sie reichten in jüngster Zeit von Das Kinderzuchthaus über Schätzchenjagd in Brasilien und Los Paraguayos – Eine Familie wandert aus bis zu Verlorene Heimat – die Yuppisierung des Zürcher Seefelds. Die heute 35-minütige Sendung wird unterdessen nur noch unregelmässig auf SRF 1 ausgestrahlt.